# كلية الجراحين الملكية
إن كلية الجراحين الملكية أو كلية الجراحة الملكية هي إحدى أنواع المؤسسات التي أسسها العديد من الأعضاء الحاليين والسابقين من دول الكومنولث، وهذه المؤسسات مخصصة للتميز في الجراحة وهي مسوؤلة عن تدريب الجراحين وإعداد امتحاناتهم. وفي هذا السياق، يتضمن الميثاق المعني منح الميثاق الملكي.

## معلومات تاريخية

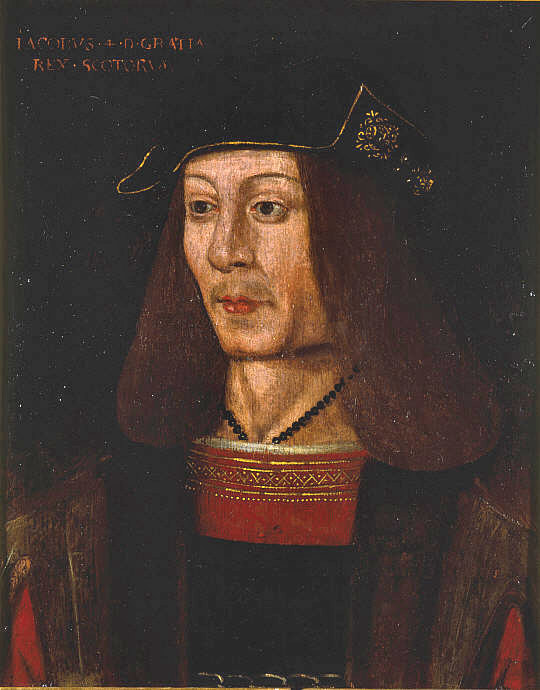
الملك جيمس الرابع

ترجع أصول أول كلية ملكية للجراحين إلى القرن الرابع عشر بالتزامن مع تأسيس «نقابة الجراحين في مدينة لندن». وكان هناك خلاف بين الجراحين والحلاقين الجراحين حتى تم توقيع اتفاق بينهم عام 1493، بإعطاء زمالة الجراحين سلطة الاندماج، وتبع ذلك دمج الحلاقين الجراحين من إدنبرة عام 1505 كنقابة مهنية في إدنبرة. وقد منح الملك جيمس الرابع ملك اسكتلندا هذه الهيئة الميثاق الملكي عام 1506، وقد تبع ذلك الكلية الملكية للأطباء والجراحين في جلاسجو، والتي خصصها الملك جيمس الرابع عام 1599 مثل كلية جلاسجو.
وأضفى هنري الثامن ملك إنجلترا الطابع الرسمي على الاتحاد في لندن عام 1540 بين رابطة الحلاقين الموقرين (المدمجة عام 1462) ونقابة الجراحين لتكوين رابطة الحلاقين الجراحين، وفي عام 1745 انفصل الجراحون عن الحلاقين لتكوين رابطة الجراحين، وفي عام 1800 مُنحت الرابطة الميثاق الملكي لتُصبح كلية الجراحين الملكية بلندن، وفي عام 1846 تم منح الكلية ميثاق آخر وهو الاسم الحالي لها «كلية الجراحين الملكية في إنجلترا».

## المنظمات

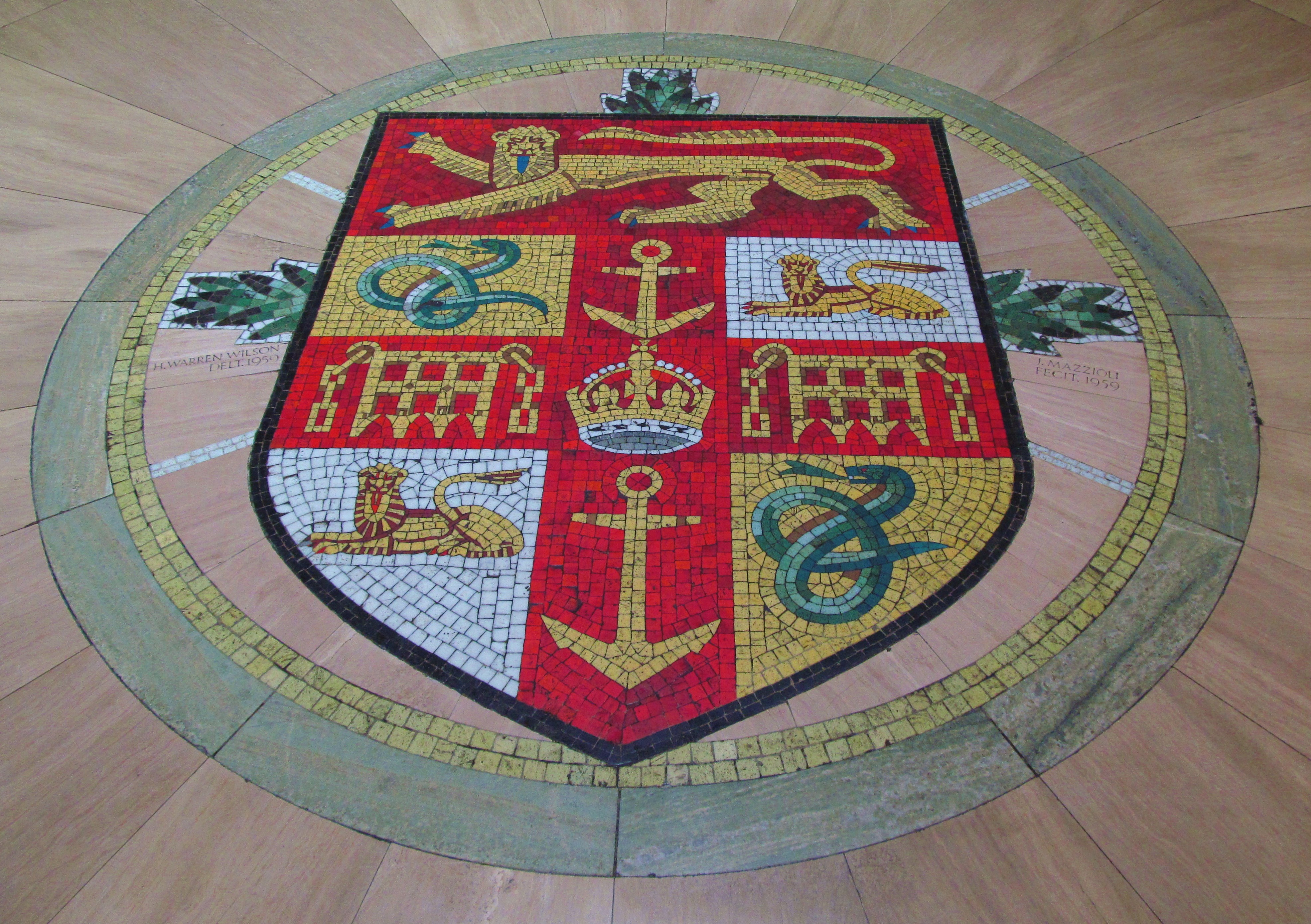
شعار الكلية بإنجلترا

- كلية الجراحين الملكية في إنجلترا (دُمجت عام 1493، وأُجيزت عام 1800)
- الكلية الملكية للجراحين بإدنبرة (أُجيزت عام 1505)
- الكلية الملكية للأطباء والجراحين في جلاسجو (أسست عام 1519، وأُجيزت عام 1599)
- الكلية الملكية للجراحين بإيرلندا (أُجيزت عام 1784)
- كلية الجراحين الملكية الأسترالاسية (أُجيزت عام 1927)
- الكلية الملكية للأطباء والجراحين بكندا (أُجيزت عام 1929)
- الكلية الملكية لجراحي الأسنان بأونتاريو (أُجيزت عام 1868)